# Estación Florencio Varela
Florencio Varela es una estación ferroviaria ubicada en la localidad de San Juan Bautista, en el partido de Florencio Varela, Provincia de Buenos Aires, Argentina.

## Servicios
Forma parte del Ferrocarril General Roca, siendo una estación intermedia del servicio eléctrico metropolitano de la Línea General Roca que se presta entre las estaciones Bosques y Temperley/Constitución.
Los servicios son prestados por la empresa Trenes Argentinos Operadora Ferroviaria.
En septiembre del 2015 el servicio fue suspendido los fines de semana para poder realizar la instalación del servicio eléctrico por tres meses. Finalmente, su uso de pasajeros se reanudó el día miércoles 4 de octubre de 2017. En las inmediaciones de la estación se usa el viejo galpón para la instalaciones nuevas que requiere este ferrocarril.

## Infraestructura
La estación posee actualmente tres andenes elevados. En noviembre de 2019, se tendió catenaria y se concretó la elevación del tercer el andén con plataformas provisorias. 
Finalmente, el andén provisorio N.º 3 fue puesto en servicio por primera vez el día martes 13 de octubre de 2020; brindando así, servicios locales semirrápidos hasta la cabecera Plaza Constitución.
También dispone de tres accesos a los dos andenes, rampas de accesos para discapacitados y red WIFI.

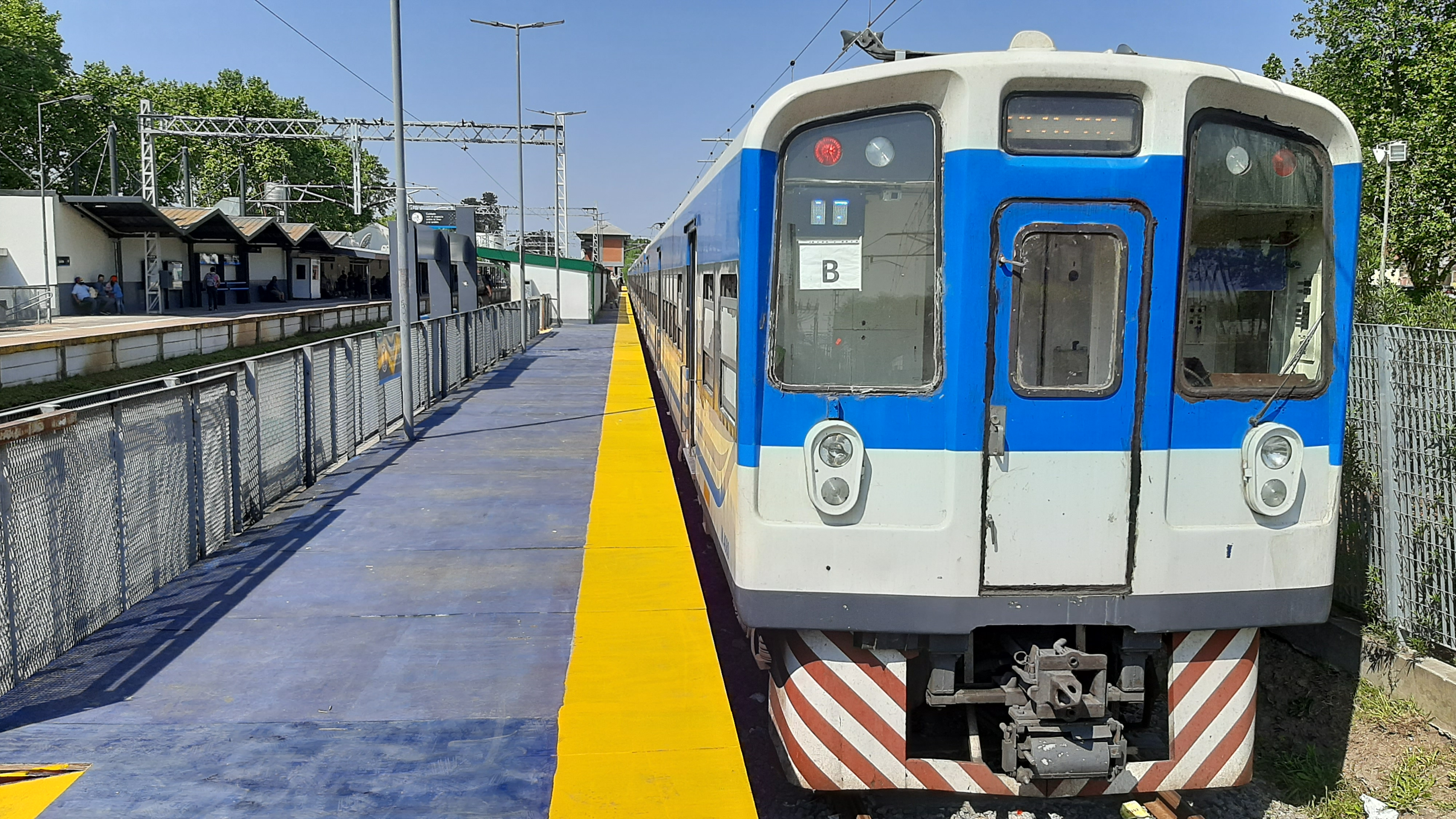
Formación Toshiba en andén provisorio.

## Diagrama
| Plataforma Norte       | |
| Vía 1                  | Trenes a Bosques provenientes de Constitución vía Temperley (próxima Zeballos) Trenes directos a Bosques provenientes de Constitución (próxima Zeballos)       |
| Vía 2                  | Trenes a Constitución provenientes de Bosques vía Temperley (próxima Ing. Ardigó) Trenes directos a Constitución provenientes de Bosques (próxima Ing. Ardigó) |
| Plataforma central Sur | |
| Vía 3                  | Terminal de trenes fraccionados provenientes de Constitución Partida de trenes fraccionados hacia Constitución (próxima Ing. Ardigó)                           |